# Felix Gasselich
Felix Gasselich (ur. 21 grudnia 1955 w Wiedniu) – piłkarz austriacki grający na pozycji pomocnika. W swojej karierze rozegrał 19 meczów w reprezentacji Austrii, w których strzelił 3 gole.

## Kariera klubowa
Swoją karierę piłkarską Gasselich rozpoczął w klubie Austria Wiedeń. W 1974 roku awansował do pierwszego zespołu. 1 marca 1975 zadebiutował w austriackiej ekstraklasie w wygranym 3:1 domowym meczu z Austrią Klagenfurt. W sezonie 1975/1976 wywalczył swoje pierwsze w karierze mistrzostwo Austrii. W sezonie 1976/1977 zdobył z Austrią Puchar Austrii. Wraz z Austrią zdobył jeszcze cztery tytuły mistrza kraju w sezonach 1977/1978, 1978/1979, 1979/1980 i 1980/1981 oraz puchar kraju w latach 1980 i 1982 i wicemistrzostwa w sezonach 1981/1982 i 1982/1983.
Latem 1983 roku Gasselich przeszedł do Ajaksu Amsterdam. Zadebiutował w nim 21 sierpnia 1983 w zremisowanym 1:1 wyjazdowym meczu z FC Utrecht. W sezonie 1984/1985 wywalczył z Ajaksem mistrzostwo Holandii.
W 1985 roku Gasselich wrócił do Austrii i został piłkarzem LASK Linz. Swój debiut w nim zaliczył 11 października 1985 w przegranym 1:2 domowym meczu z SK Voest Linz. W LASK spędził rok.
W 1986 roku Gasselich przeszedł do Wiener SC. Zadebiutował w nim 22 lipca 1986 w przegranym 3:5 domowym meczu z Austrią Wiedeń. W zespole Wiener SC grał przez dwa lata.
W 1988 roku Gasselich został piłkarzem Grazer AK. Swój ligowy debiut zanotował w nim 22 lipca 1988 w przegranym 3:4 domowym meczu z Austrią Klagenfurt.
W 1989 roku Gasselich trafił do klubu Kremser SC. Swój debiut w nim zaliczył 29 lipca 1989 w wygranym 2:0 wyjazdowym meczu z Wiener SC. W 1990 roku odszedł z Kremser SC do SR Donaufeld, w którym w 1991 roku zakończył karierę.
| Sezon   | Klub           | Kraj     | Rozgrywki  | Mecze | Bramki |
| ------- | -------------- | -------- | ---------- | ----- | ------ |
| 1974/75 | Austria Wiedeń | Austria  | Bundesliga | 16    | 1      |
| 1975/76 | Austria Wiedeń | Austria  | Bundesliga | 22    | 5      |
| 1976/77 | Austria Wiedeń | Austria  | Bundesliga | 20    | 2      |
| 1977/78 | Austria Wiedeń | Austria  | Bundesliga | 34    | 9      |
| 1978/79 | Austria Wiedeń | Austria  | Bundesliga | 35    | 4      |
| 1979/80 | Austria Wiedeń | Austria  | Bundesliga | 35    | 8      |
| 1980/81 | Austria Wiedeń | Austria  | Bundesliga | 36    | 14     |
| 1981/82 | Austria Wiedeń | Austria  | Bundesliga | 34    | 17     |
| 1982/83 | Austria Wiedeń | Austria  | Bundesliga | 28    | 14     |
| 1983/84 | AFC Ajax       | Holandia | Eredivisie | 27    | 11     |
| 1984/85 | AFC Ajax       | Holandia | Eredivisie | 29    | 5      |
| 1985/86 | AFC Ajax       | Holandia | Eredivisie | 1     | 0      |
| 1985/86 | LASK Linz      | Austria  | Bundesliga | 23    | 7      |
| 1986/87 | Wiener SC      | Austria  | Bundesliga | 34    | 9      |
| 1987/88 | Wiener SC      | Austria  | Bundesliga | 30    | 2      |
| 1988/89 | Grazer AK      | Austria  | Bundesliga | 30    | 2      |
| 1989/90 | Kremser SC     | Austria  | Bundesliga | 17    | 1      |
| 1990/91 | SR Donaufeld   | Austria  | Erste Liga | ?     | ?      |

## Kariera reprezentacyjna
W reprezentacji Austrii Gasselich zadebiutował 15 listopada 1978 w przegranym 1:2 meczu eliminacji do Euro 80 z Portugalią, rozegranym w Wiedniu. W swojej karierze grał też w eliminacjach do MŚ 1982, do Euro 84 i do MŚ 1986. Od 1978 do 1984 roku rozegrał w reprezentacji 19 meczów, w których strzelił 3 gole.